# Eliminatórias da Copa do Mundo de Rugby de 2011 - Américas
As eliminatórias da América para a Copa do Mundo de Rugby de 2011 classificaram duas equipes: a Seleção Canadense de Râguebi e a Seleção Estadunidense de Râguebi. O Uruguai se classificou para a Repescagem.
As eliminatórias começaram com competições regionais. O primeiro torneio foi o caribenho que foi realizado nas Ilhas Cayman em abril de 2008, vencido pelo Trindade e Tobago. O segundo torneio a ser realizado foi o Campeonato Sul-Americano de Rugby Divisão B. A campeã foi aSeleção Brasileira, que venceu na final o Paraguai. 
Os dois campeões regionais avançaram para uma playoff para decidir quem enfrentaria Uruguai e Chile na Fase 3A. O Brasil venceu os dois jogos e disputou o Campeonato Sul-Americano de Rugby Divisão A. O campeão do torneio, Uruguai enfrentou os Estados Unidos para determinar a 2ª vaga para a Copa do Mundo.
Em 11 de Julho de 2009, o Canadá foi a primeira equipe a se classificar para a Copa do Mundo, depois de vencer os Estados Unidos.
Ao todo, 18 equipes participaram do processo de qualificação, um a meno que o anterior. Alterações nos níveis de participação deve-se ao fato de que a Argentina já classificada automaticamente e a saída de Santa Lúcia, e a entrada de México disputando as suas primeiras eliminatórias.

## Fase 1A (Torneio do Caribe) - Abril de 2008
O Torneio do Caribe foi realizado nas Ilhas Cayman em 2008. O Torneio incluía nove membros elegíveis do IRB do Caribe e América Central. México estava competindo em sua primeira grande competição internacional como um dos mais recentes membros da IRB. Os mexicanos enfrentam São Vicente e Granadinas em uma partida de preliminar para determinar os oito finalistas. A partida foi disputada no Arnos Vale Ground em Kingstown, em São Vicente e Granadinas. O México saiu vencedor, mas o torneio foi ganho por Trinidad e Tobago, que avançou à segunda fase. O torneio principal teve todas as partidas disputadas no Truman Bodden Stadium em Georgetown. O público dos jogos foi variado, mas o maior público atingido foi de 1,395 pessoas na final.
Seleções
- Bahamas
- Barbados
- Bermudas
- Guiana
- Jamaica
- México
- Ilhas Caimã
- Trinidad e Tobago
- São Vicente e Granadinas

|  | Quartas de final    | Quartas de final    |                     |          | Semifinais          | Semifinais          |  |  | Final               | Final |
|  |                     |                     |                     |          |                     |                     |  |  |                     |       |
|  | 20 de Abril de 2008 |                     |                     |          |                     |                     |  |  |                     |       |
|  |                     |                     |                     |          |                     |                     |  |  |                     |       |
|  | Trinidad e Tobago   | 39                  |                     |          |                     |                     |  |  |                     |       |
|  | Trinidad e Tobago   | 39                  | 23 de Abril de 2008 |          |                     |                     |  |  |                     |       |
|  | Ilhas Caimã         | 12                  |                     |          |                     |                     |  |  |                     |       |
|  | Ilhas Caimã         | 12                  | Trinidad e Tobago   | 56       |                     |                     |  |  |                     |       |
|  | 20 de Abril de 2008 |                     | Trinidad e Tobago   | 56       |                     |                     |  |  |                     |       |
|  |                     | Barbados            | 0                   |          |                     |                     |  |  |                     |       |
|  | Barbados            | Barbados            | 0                   | 21       |                     |                     |  |  |                     |       |
|  | Barbados            |                     | 26 de Abril de 2008 | 21       |                     |                     |  |  |                     |       |
|  | México              | 20                  |                     |          |                     |                     |  |  |                     |       |
|  | México              | 20                  | Trinidad e Tobago   | 40       |                     |                     |  |  |                     |       |
|  | 20 de Abril de 2008 |                     | Trinidad e Tobago   | 40       |                     |                     |  |  |                     |       |
|  |                     | Guiana              | 24                  |          |                     |                     |  |  |                     |       |
|  | Guiana              | Guiana              | 24                  | 10       |                     |                     |  |  |                     |       |
|  | Guiana              | 23 de Abril de 2008 |                     | 10       |                     |                     |  |  |                     |       |
|  | Jamaica             | 3                   |                     |          |                     |                     |  |  |                     |       |
|  | Jamaica             | 3                   | Guiana              | 25       | Decisão do 3° lugar | Decisão do 3° lugar |  |  |                     |       |
|  | 20 de Abril de 2008 |                     | Guiana              | 25       | Decisão do 3° lugar | Decisão do 3° lugar |  |  |                     |       |
|  |                     | Bermudas            | 13                  |          |                     |                     |  |  |                     |       |
|  | Bermudas            | Bermudas            | 13                  | 29       | Bermudas            | 17                  |  |  |                     |       |
|  | Bermudas            |                     |                     | 29       | Bermudas            | 17                  |  |  |                     |       |
|  | Bahamas             | 13                  |                     | Barbados | 6                   |                     |  |  |                     |       |
|  | Bahamas             | 13                  |                     |          | 6                   |                     |  |  |                     |       |
|  |                     |                     |                     |          |                     |                     |  |  | 26 de Abril de 2008 |       |
|  |                     |                     |                     |          |                     |                     |  |  |                     |       |

### Decisão do 5° ao 8º lugar
|  | Semifinais          | Semifinais          |    |                     | Final               | Final |  |
|  |                     |                     |    |                     |                     |       |  |
|  | 23 de Abril de 2008 |                     |    |                     |                     |       |  |
|  | Ilhas Caimã         | 6                   |    |                     |                     |       |  |
|  | México              | 13                  |    |                     |                     |       |  |
|  |                     |                     |    |                     |                     |       |  |
|  |                     |                     |    |                     | 26 de Abril de 2008 |       |  |
|  |                     |                     |    |                     | México              | 17    |  |
|  |                     | Bahamas             | 23 |                     |                     |       |  |
|  |                     |                     |    |                     |                     |       |  |
|  |                     |                     |    |                     |                     |       |  |
|  |                     |                     |    |                     | Decisão do 7º lugar |       |  |
|  | 23 de Abril de 2008 | 23 de Abril de 2008 |    | 26 de Abril de 2008 | 26 de Abril de 2008 |       |  |
|  | Jamaica             | 12                  |    | Ilhas Caimã         | 11                  |       |  |
|  | Bahamas             | 19                  |    |                     | Jamaica             | 10    |  |

| Torneio do Caribe 2008 | Torneio do Caribe 2008   | Torneio do Caribe 2008 | Torneio do Caribe 2008 | Torneio do Caribe 2008 | Torneio do Caribe 2008 |
| Data                   | Equipe 1                 | Placar                 | Equipe 2               | Árbitro                |                        |
| Fase Preliminar        | Fase Preliminar          | Fase Preliminar        | Fase Preliminar        | Fase Preliminar        | Fase Preliminar        |
| ---------------------- | ------------------------ | ---------------------- | ---------------------- | ---------------------- | ---------------------- |
| 29 de Março de 2008    | São Vicente e Granadinas | 7 - 47                 | México                 | N/A                    |                        |
| 1ª fase                |                          |                        |                        |                        |                        |
| 20 de Abril de 2008    | Ilhas Caimã              | 12 - 39                | Trinidad e Tobago      | Tony Spreadbury        |                        |
| 20 de Abril de 2008    | Guiana                   | 10 - 3                 | Jamaica                | Derek Stoltz           |                        |
| 20 de Abril de 2008    | Bahamas                  | 13 - 29                | Bermudas               | Paul Bretz             |                        |
| 20 de Abril de 2008    | Barbados                 | 21 - 20                | México                 | Aaron Christie         |                        |
| Decisão do 5º-8° lugar |                          |                        |                        |                        |                        |
| 23 de Abril de 2008    | Bahamas                  | 19 - 12                | Jamaica                | Larry Mendez           |                        |
| 23 de Abril de 2008    | Ilhas Caimã              | 6 - 13                 | México                 | Derek Stoltz           |                        |
| Semifinais             |                          |                        |                        |                        |                        |
| 23 de Abril de 2008    | Bermudas                 | 13 - 25                | Guiana                 | Tony Spreadbury        |                        |
| 23 de Abril de 2008    | Trinidad e Tobago        | 56 - 0                 | Barbados               | Paul Bretz             |                        |
| Decisão do 7º lugar    |                          |                        |                        |                        |                        |
| 26 de Abril de 2008    | Ilhas Caimã              | 11 - 10                | Jamaica                | N/A                    |                        |
| Decisão do 5º lugar    |                          |                        |                        |                        |                        |
| 26 de Abril de 2008    | México                   | 17 - 23                | Bahamas                | N/A                    |                        |
| Decisão do 3º lugar    |                          |                        |                        |                        |                        |
| 26 de Abril de 2008    | Bermudas                 | 17 - 6                 | Barbados               | N/A                    |                        |
| Final                  |                          |                        |                        |                        |                        |
| 26 de Abril de 2008    | Guiana                   | 24 - 40                | Trinidad e Tobago      | Tony Spreadbury        |                        |

## Fase 1B (Sul-americano B) - Junho de 2008
Esta fase também valeu pelo Sulamericano B, a segunda divisão das América do Sul. O torneio foi jogado em Assunção, Paraguai, em junho de 2008. Os vencedor foi o Brasil que bateu o Paraguai na última rodada. A Seleção Brasileira avançou para a fase 2 para enfrentar Trinidad & Tobago.

### Classificação
| Equipe    | Jogos | Vitórias | Empates | Derrotas | Pontos Marcados | Pontos Sofridos | Saldo | Pts |
| --------- | ----- | -------- | ------- | -------- | --------------- | --------------- | ----- | --- |
| Brasil    | 4     | 4        | 0       | 0        | 169             | 20              | +149  | 19  |
| Paraguai  | 4     | 3        | 0       | 1        | 181             | 25              | +156  | 15  |
| Venezuela | 4     | 2        | 0       | 2        | 86              | 123             | -37   | 10  |
| Colômbia  | 4     | 1        | 0       | 3        | 53              | 148             | -95   | 4   |
| Peru      | 4     | 0        | 0       | 4        | 23              | 196             | -173  | 1   |

### Jogos
| 19 de Junho de 2008 | Paraguai  | 44 - 3  | Venezuela |
| 19 de Junho de 2008 | Brasil    | 34 - 6  | Colômbia  |
| 21 de Junho de 2008 | Venezuela | 34 - 15 | Colômbia  |
| 21 de Junho de 2008 | Paraguai  | 71 - 0  | Peru      |
| 23 de Junho de 2008 | Brasil    | 61 - 8  | Venezuela |
| 23 de Junho de 2008 | Colômbia  | 25 - 20 | Peru      |
| 26 de Junho de 2008 | Brasil    | 59 - 0  | Peru      |
| 26 de Junho de 2008 | Paraguai  | 60 - 7  | Colômbia  |
| 29 de Junho de 2008 | Venezuela | 41 - 3  | Peru      |
| 29 de Junho de 2008 | Brasil    | 15 - 6  | Paraguai  |

## 2ª fase (playoff)
Este jogo foi disputado pelos campeões em seus continentes, o Brasil e Trindade e Tobago. O vencedor avança à fase 3A, para enfrentar Uruguai e Chile.
| Resultados dos jogos  | Resultados dos jogos | Resultados dos jogos | Resultados dos jogos | Resultados dos jogos | Resultados dos jogos |
| Data                  | Mandante             | Placar               | Visitante            | Estádio              | Árbitro              |
| --------------------- | -------------------- | -------------------- | -------------------- | -------------------- | -------------------- |
| 11 de Outubro de 2008 | Trinidad e Tobago    | 8 - 31               | Brasil               | Larry Gomes Stadium  | Sam Langridge        |
| 18 de Outubro de 2008 | Brasil               | 24 - 12              | Trinidad e Tobago    | Estádio ADC Parahyba | Santiago Slinger     |

O Brasil se classificou por vencer os dois jogos.

## Fase 3A (Sul-americano A) - Abril/Maio de 2009
Essa rodada foi também valeu pelo 2009 Campeonato Sul-Americano de Rugby A. O torneio foi jogado em Montevidéu, Uruguai (com exceção do primeiro jogo, que foi em Viña del Mar, no Chile). O Paraguai participou no torneio, no entanto, sua participação se limitou apenas ao Campeonato Sulamericano e seus resultados não tiveram nenhuma influência nas eliminatórias. O vencedor do torneio foi o Uruguai, depois de derrotar Chile e Brasil.

### Classificação
| Equipe  | Jogos | Vitórias | Empates | Derrotas | Pontos Marcados | Pontos Sofridos | Saldo | Pts |
| ------- | ----- | -------- | ------- | -------- | --------------- | --------------- | ----- | --- |
| Uruguai | 2     | 2        | 0       | 0        | 117             | 12              | +105  | 6   |
| Chile   | 2     | 1        | 0       | 1        | 88              | 49              | +39   | 4   |
| Brasil  | 2     | 0        | 0       | 2        | 6               | 150             | -144  | 2   |
| Resultados dos jogos | Resultados dos jogos | Resultados dos jogos | Resultados dos jogos | Resultados dos jogos                   | Resultados dos jogos |
| Data                 | Equipe 1             | Placar               | Equipe 2             | Estádio                                | Árbitro              |
| -------------------- | -------------------- | -------------------- | -------------------- | -------------------------------------- | -------------------- |
| 25 de Abril de 2009  | Chile                | 79 - 3               | Brasil               | Estadio Sausalito, Viña del Mar, Chile | TBA                  |
| 29 de Abril de 2009  | Uruguai              | 71 - 3               | Brasil               | Estadio Charrúa, Montevidéu, Uruguay   | TBA                  |
| 02 de Maio de 2009   | Chile                | 9 - 46               | Uruguai              | Estadio Charrúa, Montevidéu, Uruguai   | TBA                  |

## Fase 3B (playoffs da América do Norte)
Essa rodada foi um playoff de dois jogos entre Estados Unidos e Canadá. O vencedor, o Canadá, se classificou para Grupo A da Copa do Mundo de Rugby de 2011; Os Estados Unidos, mesmo com a derrota, avançaram para a 4ª fase.
| Resultados dos Jogos | Resultados dos Jogos | Resultados dos Jogos | Resultados dos Jogos | Resultados dos Jogos                            | Resultados dos Jogos |
| Data                 | Mandante             | Placar               | Visitante            | Estádio                                         | Árbitro              |
| -------------------- | -------------------- | -------------------- | -------------------- | ----------------------------------------------- | -------------------- |
| 04 de Julho de 2009  | Estados Unidos       | 12 - 6               | Canadá               | Blackbaud Stadium, Charleston, Estados Unidos   | Alan Lewis           |
| 11 de Julho de 2009  | Canadá               | 41 - 18              | Estados Unidos       | Ellerslie Rugby Park, Edmonton, Alberta, Canadá | Alan Lewis           |

Canadá venceu no placar agregado por 47 a 30

## 4ª fase
O jogo para definir o último classificado das Américas foi entre o Uruguai, vencedor do Sulamericano (Round 3A) e os Estados Unidos, perdedores da América do Norte (Round 3B). o vencedor foi os Estados Unidos, que se classificaram para o Grupo C da Copa do Mundo. Já o Uruguai avançou para a Repescagem, onde enfrentará o segundo colocado do Cinco Nações da Ásia 2008.
| Resultados dos jogos   | Resultados dos jogos | Resultados dos jogos | Resultados dos jogos | Resultados dos jogos                           | Resultados dos jogos |
| Data                   | Mandante             | Placar               | Visitante            | Estádio                                        | Árbitro              |
| ---------------------- | -------------------- | -------------------- | -------------------- | ---------------------------------------------- | -------------------- |
| 14 de Novembro de 2009 | Uruguai              | 22–27                | Estados Unidos       | Estadio Charrúa, Montevidéu, Uruguai           | Federico Pastrana    |
| 21 de Novembro de 2009 | Estados Unidos       | 27–6                 | Uruguai              | Central Broward Regional Park, Lauderhill, EUA | David Smortchevsky   |

Os Estados Unidos venceram os dois jogos e se classificaram para a Copa do Mundo de Rugby de 2011.